# دايركت كومبيوت
دايركت كومبيوت(بالإنجليزية: Direct Compute)‏ هي واجهة برمجة التطبيقات (API) التي تدعم الحوسبة للأغراض العامة على وحدات معالجة الرسومات(إنج|GPGPU) على مايكروسوفت ويندوز فيستا و ويندوز 7.
دايركت كومبيوت هي جزء من مجموعة من واجهات برمجة التطبيقات مايكروسوفت دايركت إكس ، وأفرج عنه في البداية مع واجهة برمجة التطبيقات دايركت إكس 11 ولكن يعمل على وحدات معالجة الرسومات دايركت إكس 10 ودايركت إكس 11.
أسهم العمارة دايركت كومبيوت مجموعة من واجهات الحسابية مع منافسيها OpenCL و CUDA(كودا).